# هاوانا (ایلینوی)
هاوانا، ایلینوی (به انگلیسی: Havana, Illinois) یک شهر در ایالات متحده آمریکا با جمعیت ۳٬۵۷۷ نفر است که در ایلی‌نوی واقع شده‌است.